# Neugreußnig
Neugreußnig ist ein Dorf, das in der Ortschaft Ebersbach der Stadt Döbeln im sächsischen Landkreis Mittelsachsen liegt. Neben Neugreußnig bestand Vorwerk und Mühle Greußnig.

## Geographie
Die Häusler-Gutsblöcke liegen westlich von Ebersbach an der Straßen von Döbeln (nördlich) nach Mahlitzsch und Roßwein. Eine Straße in das nur wenige hundert Meter entfernte Hermsdorf besteht nicht, da direkt östlich des Ortsgebietes die Freiberger Mulde verläuft. Südlich fließt der Ebersbach der Mulde zu. Der Ort liegt auf rund 248 m.

## Geschichte

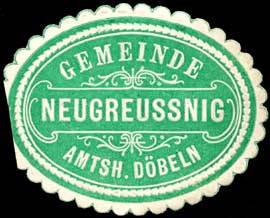
Siegelmarke der Gemeinde Neugreußnig

Greußnig wurde 1378 erstmals als Gruzenicz, Grußenig, Gruzenick erwähnt. Spätere Nennungen sind Grußnig (1445), Grewssingk (1491), Grawsenig (1501), Greussing(k) (1554), Greißnig (1696), Greißing, oder Greißnig; Greißnitz bey Ebersbach; Greußnitz (1791) Greusnig (1875) und Greussig (1903). Greusnig gehörte 1378 zum castrum Döbeln. Anschließend muss zwischen Mühle und Vorwerk getrennt werden. Bei ersterer handelte es sich um eine Amtsmühle, die zum kur- und königlich-sächsischem Amt Nossen gehörte, letzteres war dem Rat zu Döbeln zugehörig und gehörte zum Amt Leisnig. Bei Greußnig handelte es sich um einen Gutshof und später um eine Stadtgut von Döbeln, um das sich die Häusergruppe Neugreußnig bildete. Das Stadtgut Greußniger ist heute in renovierungsbedürftigem Zustand.
Neugreußnig wurde erstmals 1791 als Neu Greißnig erwähnt. Es gehörte zum Amt Leisnig und später als Dorf zum Gerichtsamt, der Amtshauptmannschaft und dem (Land-)Kreis Döbeln, bis dieser im heutigen Landkreis Mittelsachsen aufging. 1791 gehörte es zu Döbeln, wurde aber 1935 nach Ebersbach eingemeindet und gehört durch dessen Eingemeindung nach Döbeln zum 1. Juli 2011 erneut zu Döbeln.
| Jahr          | 1800       | 1834 | 1871 | 1875          | 1890 | 1910 | 1925 |
| ------------- | ---------- | ---- | ---- | ------------- | ---- | ---- | ---- |
| Einwohnerzahl | 11 Häusler | 106  | 159  | 18 (Greußnig) | 186  | 262  | 248  |

1834 lebte im Ort ein Katholik. 1925 waren 240 Einwohner Lutheraner, 3 Katholiken und 5 andersgläubig.

## Belege
1. ↑  Freistaat Sachsen – Statistisches Landesamt – Kleinräumiges Gemeindeblatt. (PDF; 983 KB) S. 5, abgerufen am 5. September 2024.
2. ↑  Greußnig – HOV | ISGV. Abgerufen am 30. Dezember 2023.
3. ↑  Stadtgut Greußnig (Erblehnvorwerk, bei Chemnitz) › Landkreis Mittelsachsen, Sachsen, Schlösser & Herrenhäuser. Abgerufen am 30. Dezember 2023.
4. 1 2  Greußnig, Neu- – HOV | ISGV. Abgerufen am 30. Dezember 2023.